# Aculepeira azul
Aculepeira azul är en spindelart som beskrevs av Levi 1991. Aculepeira azul ingår i släktet Aculepeira och familjen hjulspindlar.
Artens utbredningsområde är Panama. Inga underarter finns listade i Catalogue of Life.